# Pies de trasgo
«Pies de trasgo» (titulado originalmente en inglés, «Goblin Feet») es un poema del escritor británico J. R. R. Tolkien, publicado en el volumen n.º 71 de Oxford Poetry (1915) e incluido en Book of Fairy Poetry (1920), de Dora Owen, y en la versión anotada por Douglas A. Anderson de la novela El hobbit (1988).
J. R. R. Tolkien lo compuso para complacer a su por entonces amada y futura esposa, Edith, a quien le gustaban «la primavera y las flores y los árboles y la gente pequeña como los elfos». En su biografía del autor, Humphrey Carpenter considera que el poema posee «una innegable seguridad de ritmo» y lo considera su primera obra de cierta significación que fue publicada. Muchos años después, en 1971, J. R. R. Tolkien escribió sobre «Pies de trasgo»: «Me gustaría que esa desdichada pieza, que representa todo lo que llegué a detestar (muy poco después) tan profundamente, pudiera quedar enterrada para siempre».